# Kóta (město v Indii)
Kóta (hindsky कोटा) je město v Rádžasthánu, jednom ze svazových států Indie. Je správním střediskem stejnojmenného okresu. K roku 2011 v něm žil přibližně jeden milión obyvatel.

## Poloha
Kóta leží na východním břehu Čambalu, přítoku Jamuny v povodí Gangy. V rámci Rádžasthánu leží u jeho jižního okraje. Džajpur, hlavní město Rádžasthánu, je od kóty vzdálen zhruba 250 kilometrů prakticky přímo na sever, a Indaur, nejlidnatější město sousedního Madhjapradéše, je vzdálen zhruba 350 kilometrů prakticky přímo na jih.